# Telchinia mirifica
Telchinia mirifica is een vlinder uit de familie van de Nymphalidae. De wetenschappelijke naam van de soort is voor het eerst gepubliceerd in 1906 door Percy Lathy.
De soort komt voor in de moerasgebieden van Congo Kinshasa, Angola en Noord-Zambia.